# Krakauer Zeitung (1939)
Krakauer Zeitung – niemiecka gazeta wydawana w Generalnym Gubernatorstwie od 12 listopada 1939 do 17 stycznia 1945. Ukazywała się codziennie z wyjątkiem poniedziałków i dni świątecznych jako dziennik. Redaktorami tytułu byli:  Dagobert Dürr (1897-1947), Ludwig Vogl, Wilhelm Zarske (1910-1966), Rudolf Stöppler. Nakład dziennika wahał się od 50 000 egzemplarzy w 1939 do 140 000 w 1942. Kolportaż zasadniczo ograniczał się do dystryktu krakowskiego. Dla pozostałej części GG wydawano mutację „Krakauer Zeitung” pod nazwą „Warschauer Zeitung”, a po agresji na ZSRR „Lemberger Zeitung” dla dystryktu lwowskiego.